# Bukowa Góra (powiat chojnicki)
Bukowa Góra – wieś w województwie pomorskim, w powiecie chojnickim, w gminie Czersk.
Miejscowość wchodzi w skład sołectwa Łąg.
W latach 1975–1998 miejscowość administracyjnie należała do województwa bydgoskiego.